# Говоры Северного Приазовья
Говоры Северного Приазовья представляют собой говоры новой формации, возникшие в результате заселения и дозаселения территории Северного Приазовья носителями среднеподнепровских (преимущественно полтавских) и восточнополесских (черниговских), а также частично западноукраинских и русских говоров.

## Историография
Особенности говоров Запорожской области, в большинстве своём тяготеющих к Нижнему Пондепровью, исследовались диалектологами С. Ф. Самойленко, Я. Д. Нагиным, Л. Д. Фроляк, В. Н. Пачевой и др., из которых С. Ф. Самойленко первым обратил внимание на звуковую сторону и описал фонетические особенности на фрагментарном использовании материалов сёл Приазовского района, а В .Н. Пачева дала более подробную характеристику говоров Северного Приазовья. Я. Д. Нагин внимание уделил изучению говоров на территории Херсонской области, делая упор на теоретических и практических аспектах исследования русских диалектов рядом с украинскими говорами. Кандидатская диссертация Л. Д. Фроляк, основанная на северноприазовском материале, посвящена определению состава и семантической структуры лексики территориальных диалектов.

## История
Территория Северного Приазовья была заселена с относительно древних времён, однако этнический состав её населения на протяжении последних тысячелетий неоднократно менялся. Общеизвестно, что Северное Приазовье долгое время было ареной беспрерывных перемещений древних племён и народов, преимущественно азиатского происхождения. Здесь проживали в разные периоды киммерийцы, скифы, сарматы, готы, гунны, авары, хазары, печенеги, половцы и др. В XII–XIV вв. степи Северного Приазовья в результате набегов кочевых племён были полностью опустошены и получили название Дикого поля. В начале XV века сформировалось Крымское ханство, существование которого длительное время сдерживало колонизационное движение украинского народа на юг. С возникновением запорожского казачества сформировались предпосылки колонизации Северного Приазовья. В период взятия под контроль земель Российской империей с конца XVIII века на эти территории происходило переселение разных народов из внутренних районов России, а также народов, переселяющихся на новые территории из пределов Османской империи.

## Особенности говоров
В говорах широко употребляется «оканье» как отталкивание от «аканья». Такая особенность на начало 2010-х годов характерна для речи представителей старшей возрастной группы. Примерами является произношение слов «[о]брикоса» (абрикос), «[о]кация» (акация), «[о]кушерка» (акушерка), «[о]птека» (аптека), в сёлах Берестовое, Карла Маркса (Троицкое), Успеновка.
«Аканье» характерно для бердянских говоров и закрепилось там под влиянием диалектов русского языка (преимущественно переселенцев из Воронежской губернии), а также под влиянием длительного функционирования русского языка как государственного на данной территории: в[а]йна — война, х[а]дили — ходили, п[а]друга — подруга, ж[а]на — жена, что характерно для всех бердянских говоров.
«Иканье» зафиксировано в речи носителей бердянских говоров самого старшего возраста на начало 2010 годов, где подменяет в речи нормативные [о] и [э] (исследователь И. Ходыкина зарегистрировала случаи фонетически немотивированного перехода [о] в [и] в закрытых и открытых слогах): б[и]р[и]ть (берёт), до[х]т[и]р (доктор), с[и]ло (село) и др. По мнению исследователя, «различные интердиалектные смешивания и интердиалектные контакты среди северно-приазовских говоров (идентично к степному говору) обуславливают выявление тех фонетических процессов, которые в других украинских диалектах находятся в стадии зарождения».